# Іслам Тухтаходжаєв
Іслам Тухтаходжаєв (узб. Islom Toʻxtaxoʻjayev, нар. 30 жовтня 1989, Фергана) — узбецький футболіст, захисник катарського клубу «Аль-Гарафа» і національної збірної Узбекистану.

## Клубна кар'єра
У дорослому футболі дебютував 2009 року виступами за «Нефтчі» з рідної Фергани, в якому провів три сезони, взявши участь у 59 матчах чемпіонату. Більшість часу, проведеного у складі бакінського «Нефтчі», був основним гравцем захисту команди.
До складу клубу «Локомотив» (Ташкент) приєднався 2012 року, ставши основним гравцем і в захисті столичних «залізничників».

## Виступи за збірну
2009 року дебютував в офіційних матчах у складі національної збірної Узбекистану.
У складі збірної був учасником кубка Азії 2015 року в Австралії, де виходив на поле в одній грі, кубка Азії 2019 року в ОАЕ.

## Титули і досягнення
- Чемпіон Узбекистану (3):

«Локомотив»: 2016, 2017, 2018
- Володар Кубка Узбекистану (3):

«Локомотив»: 2014, 2016, 2017
- Володар Суперкубка Узбекистану (2):

«Локомотив»: 2015, 2019